# Eleccions legislatives lituanes de 2012
Les Eleccions legislatives lituanes de 2012 es van celebrar el 14 d'octubre de 2012, amb una segona volta el 28 d'octubre a les circumscripcions on cap candidat va obtenir la majoria a la primera volta per a renovar els 141 membres del Seimas. Juntament amb les eleccions, es va celebrar un referèndum sobre la construcció d'una nova central nuclear.
La Unió Patriòtica, que havia liderat el govern sortint, va patir les conseqüències de les seves polítiques d'austeritat, profundament impopulars. El Partit Socialdemòcrata es va convertir en el partit més gran del Seimas després de les eleccions, guanyant inicialment 38 escons (que van augmentar a 39 després de dues eleccions parcials). El Partit Socialdemòcrata i altres partits d'esquerres havien fet campanya amb la promesa de posar fi a l'austeritat, augmentar el salari mínim, reduir l'atur i augmentar la despesa pública.
El Partit Socialdemòcrata va formar una coalició amb el Partit del Treball, Ordre i Justícia i Acció Electoral dels Polonesos a Lituània. El govern resultant va ser liderat per Algirdas Butkevičius.

## Resultats
|                       |                                                    |              |              |              |                  |                  |                  |                  |                  |                  |                  |          |     |  |
| Partit                | Partit                                             | Proporcional | Proporcional | Proporcional | Circumscripcions | Circumscripcions | Circumscripcions | Circumscripcions | Circumscripcions | Circumscripcions | Circumscripcions | Total    | +/- |  |
| Partit                | Partit                                             | Proporcional | Proporcional | Proporcional | 1a volta         | 1a volta         | 1a volta         | 2a volta         | 2a volta         | 2a volta         | Total            | Total    | +/- |  |
| Partit                | Partit                                             | Vots         | %            | Escons       | Vots             | %                | Escons           | Vots             | %                | Escons           | Total            | Total    | +/- |  |
|                       | Partit del Treball (DP)                            | 271.520      | 20,69        | 17           | 217.914          | 16,87            | 1                | 193.563          | 23,38            | 11               | 12               | 29 / 141 | 19  |  |
|                       | Partit Socialdemòcrata de Lituània (LSDP)          | 251.610      | 19,18        | 15           | 222.953          | 17,26            | 1                | 181.160          | 21,89            | 23               | 24               | 39 / 141 | 14  |  |
|                       | Unió Patriòtica - Democristians Lituans (TS-LKD)   | 206.590      | 15,75        | 13           | 215.257          | 16,66            | 0                | 233.515          | 28,21            | 20               | 20               | 33 / 141 | 12  |  |
|                       | Moviment Liberal (LRLS)                            | 117.476      | 8,95         | 7            | 95.166           | 7,37             | 0                | 35.814           | 4,33             | 3                | 3                | 10 / 141 | 1   |  |
|                       | Camí del Coratge (DK)                              | 109.448      | 8,34         | 7            | 88.871           | 6,88             | 0                | 44.622           | 5,39             | 0                | 0                | 7 / 141  | 7   |  |
|                       | Ordre i Justícia (TT)                              | 100.200      | 7,63         | 6            | 104.997          | 8,13             | 0                | 46.638           | 5,63             | 5                | 5                | 11 / 141 | 4   |  |
|                       | Acció Electoral dels Polonesos a Lituània (LLRA)   | 79.840       | 6,08         | 5            | 75.686           | 5,86             | 1                | 36.906           | 4,46             | 2                | 3                | 8 / 141  | 5   |  |
|                       | Unió Lituana d'Agricultors i Verds (LVŽS)          | 53.141       | 4,05         | 0            | 61.981           | 4,80             | 0                | 11.430           | 1,38             | 1                | 1                | 1 / 141  | 2   |  |
|                       | Unió Centrista i Liberal (LiCS)                    | 28.263       | 2,15         | 0            | 58.792           | 4,55             | 0                | 11.905           | 1,44             | 0                | 0                | 0 / 141  | 8   |  |
|                       | SÍ – Renaixement i perspectiva de la pàtria (TAIP) | 24.129       | 1,84         | 0            | 33.295           | 2,58             | 0                |                  |                  |                  | 0                | 0 / 141  | =   |  |
|                       | Front Popular Socialista (SPF)                     | 16.515       | 1,26         | 0            | 5.820            | 0,45             | 0                |                  |                  |                  | 0                | 0 / 141  | =   |  |
|                       | Partit Cristià (KP)                                | 16.494       | 1,26         | 0            | 15.480           | 1,20             | 0                |                  |                  |                  | 0                | 0 / 141  | =   |  |
|                       | Per Lituània (TTS-LSDS-LTS-TVS)                    | 12.854       | 0,98         | 0            | 23.100           | 1,79             | 0                |                  |                  |                  | 0                | 0 / 141  | =   |  |
|                       | Jove Lituània (JL)                                 | 8.632        | 0,66         | 0            | 2.595            | 0,20             | 0                |                  |                  |                  | 0                | 0 / 141  | =   |  |
|                       | Partit Democràtic Laborista i Unificat             | 4.383        | 0,33         | 0            | 6.692            | 0,52             | 0                |                  |                  |                  | 0                | 0 / 141  | =   |  |
|                       | Partit dels Emigrants (EP)                         | 4.015        | 0,31         | 0            | 1.586            | 0,12             | 0                |                  |                  |                  | 0                | 0 / 141  | =   |  |
|                       | Partit Republicà (RP)                              | 3.661        | 0,28         | 0            | 6.283            | 0,49             | 0                |                  |                  |                  | 0                | 0 / 141  | =   |  |
|                       | Partit Popular (LŽP)                               | 3.399        | 0,26         | 0            |                  |                  |                  |                  |                  |                  | 0                | 0 / 141  | =   |  |
|                       | Independents                                       |              |              |              | 55.505           | 4,30             | 0                | 32.173           | 3,89             | 3                | 3                | 3 / 141  | 1   |  |
|                       |                                                    |              |              |              |                  |                  |                  |                  |                  |                  |                  |          |     |  |
| Vots emesos           | Vots emesos                                        | 1.312.090    | 95,77        |              | 1.291.973        | 94,31            |                  | 827.726          | 94,52            |                  |                  |          |     |  |
| Vots nuls             | Vots nuls                                          | 57.924       | 4,23         | 77.936       | 5,69             | 47.955           | 5,48             |                  |                  |                  |                  |          |     |  |
| Total                 | Total                                              | 1.370.014    | 100          | 70           | 1.369.909        | 100              | 3                | 875.681          | 100              | 68               | 71               | 141      | =   |  |
| Abstenció             | Abstenció                                          | 1.218.404    | 47,07        |              | 1.218.509        | 47,08            |                  | 1.562.960        | 64,09            |                  |                  |          |     |  |
| Inscrits/Participació | Inscrits/Participació                              | 2.588.418    | 52,93        | 2.588.418    | 52,92            | 2.438.641        | 35,91            |                  |                  |                  |                  |          |     |  |